# One Heart (album)
One Heart – dziesiąty anglojęzyczny studyjny album Céline Dion wydany 24 marca 2003 roku. Początkowo płyta miała się ukazać jesienią 2003 roku, jednak ostatecznie wydano ją w dzień rozpoczęcia serii występów Dion A New Day... w Caesars Palace w Las Vegas. Jesienią natomiast wydano kolejny francuskojęzyczny studyjny album piosenkarki.
Na pierwszy singel wybrano taneczną przeróbkę utworu Roya Orbisona z 1992 roku I Drove All Night. Utwór Have You Ever Been In Love, który znalazł się już wcześniej w programie płyty A New Day Has Come został drugim singlem promującym album w Stanach Zjednoczonych oraz trzecim w wybranych krajach. Na drugi singel komercyjny poza Stanami wybrano tytułową kompozycję One Heart. Pod koniec 2003 roku do stacji radiowych trafiły także dwa single promo – Stand by Your Side w Stanach Zjednoczonych oraz Faith w Kanadzie.
Piosenka Reveal została napisana przez Cathy Dennis, która była autorką takich przebojów jak Toxic Britney Spears czy Can’t Get You Out of My Head Kylie Minogue. Kompozycja Sorry for Love znajdująca się na albumie jest oryginalną wersją piosenki. Na albumie A New Day Has Come zdecydowano się umieścić jej wersję taneczną. Z kolei utwór Coulda Woulda Shoulda można było znaleźć wcześniej na limitowanej edycji A New Day Has Come. Z sesji nagraniowej do albumu A New Day Has Come pochodzi piosenka I Know What Love Is, w której dokonano zmian i wyprodukowano ją na nowo na potrzeby krążka One Heart. Utwór Je t’aime encore nagrano także w wersji francuskojęzycznej i umieszczono go następnie na trackliście albumu 1 fille & 4 types.
Kompozycje I Drove All Night, Have You Ever Been In Love, One Heart oraz Love Is All We Need były wykorzystywane w latach 2003–2004 w kampanii reklamowej amerykańskiego koncernu motoryzacyjnego DaimlerChrysler.
W pierwszym tygodniu sprzedaży album sprzedał się w Stanach Zjednoczonych w liczbie 431 657 egzemplarzy. Płyta została tam certyfikowana jako podwójnie platynowa za nakład 2 milionów egzemplarzy, przy realnej sprzedaży na poziomie 1,780,000 kopii.

## Lista utworów
| #   | Tytuł                         | Autorzy                                            | Czas trwania |
| --- | ----------------------------- | -------------------------------------------------- | ------------ |
| 1.  | I Drove All Night             | B. Steinberg, T. Kelly                             | 4:00         |
| 2.  | Love Is All We Need           | M. Martin, R. Yacoub                               | 3:50         |
| 3.  | Faith                         | M. Martin, R. Yacoub                               | 3:43         |
| 4.  | In His Touch                  | M. Martin, R. Yacoub                               | 3:54         |
| 5.  | One Heart                     | J. Shanks, K. DioGuardi                            | 3:24         |
| 6.  | Stand by Your Side            | P. Berry, M. Taylor                                | 3:33         |
| 7.  | Naked                         | A. Bagge, P. Astrom, T. Verges                     | 3:40         |
| 8.  | Sorry for Love (2003 version) | K. DioGuardi, A. Bagge, P. Astrom, A. Birgisson    | 4:27         |
| 9.  | Have You Ever Been in Love    | A. Bagge, P. Astrom, T. Nichols, D. Hall, L. Bagge | 4:08         |
| 10. | Reveal                        | C. Dennis, G. Wells                                | 4:11         |
| 11. | Coulda Woulda Shoulda         | K. Lundin, A. Carlsson                             | 3:27         |
| 12. | Forget Me Not                 | G. Roche, S. Peiken                                | 4:07         |
| 13. | I Know What Love Is           | R. Wake, A. Roman                                  | 4:29         |
| 14. | Je t’aime encore              | J.J. Goldman, J. Kapler                            | 3:24         |

## Certyfikaty i sprzedaż
| Kraj              | Certyfikat          | Sprzedaż  | Najwyższa pozycja |
| ----------------- | ------------------- | --------- | ----------------- |
| Australia         | platynowa płyta     | 70 000    | 6                 |
| Austria           | złota płyta         | 15 000    | 5                 |
| Belgia (Flandria) | platynowa płyta     | 50 000    | 1(2)              |
| Belgia (Walonia)  | –                   | –         | 3                 |
| Dania             | platynowa płyta     | 50 000    | 1(2)              |
| Europa            | platynowa płyta     | 1 400 000 | 2                 |
| Finlandia         | złota płyta         | 20 000    | 3                 |
| Francja           | platynowa płyta     | 300 000   | 1(2)              |
| Holandia          | –                   | –         | 3                 |
| Irlandia          | –                   | –         | 10                |
| Japonia           | –                   | 75 000    | 27                |
| Kanada            | 3 x platynowa płyta | 300 000   | 1                 |
| Meksyk            | platynowa płyta     | 150 000   |                   |
| Niemcy            | złota płyta         | 150 000   | 6                 |
| Norwegia          | złota płyta         | 20 000    | 2                 |
| Nowa Zelandia     | platynowa płyta     | 15 000    | 7                 |
| Polska            | –                   | 25 000    | 5                 |
| Portugalia        | srebrna płyta       | 10 000    | 3                 |
| Stany Zjednoczone | 2 x platynowa płyta | 2 000 000 | 2                 |
| Szwajcaria        | platynowa płyta     | 40 000    | 1                 |
| Szwecja           | złota płyta         | 30 000    | 3                 |
| Węgry             | –                   | –         | 14                |
| Wielka Brytania   | złota płyta         | 205 000   | 4                 |
| Włochy            | platynowa płyta     | 130 000   | 3                 |